# Área de Conservação da Paisagem da Baía de Käina-Kassari
A Área de Conservação da Paisagem de Käina Bay-Kassari é um parque natural situado no condado de Hiiu, na Estónia.
A sua área é de 5681 hectares.
A área protegida foi designada em 1962 para proteger as comunidades semi-naturais da baía de Käina e Kassari. Em 1998, a unidade de conservação foi reformulada para área de preservação paisagística.